# 남오세티야의 대통령

남오세티야의 대통령(Хуссар Ирыстоны президент)은 법적으로 조지아의 일부인 남오세티야공화국의 사실상의 국가원수이다.